# Timaru
Timaru (Inglês pronúncia: /ˈtɪməruː/) (em maori: Te Tihi-o-Maru) é uma cidade no sul da região de Canterbury, na Nova Zelândia, localizada a 157 km a sudoeste de Christchurch e a cerca de 196 km a nordeste de Dunedin, na costa oriental do Pacífico da Ilha do Sul. A área urbana de Timaru tem 29.600 habitantes e é a maior área urbana de South Canterbury e a terceira maior da região, depois de Christchurch e Rolleston. A cidade é a sede do distrito de Timaru, que inclui a área rural circundante e as cidades de Geraldine, Pleasant Point e Temuka, que juntas têm uma população total de 50.100 habitantes.
A praia de Caroline Bay é uma área recreativa popular localizada perto do centro principal de Timaru. Além da praia, o subúrbio industrial de Washdyke fica em um importante cruzamento com Rodovia Estadual 8, a principal rota para o Mackenzie Country. Isso fornece uma ligação rodoviária para Pleasant Point, Twizel, Monte Cook/Aoraki e Queenstown .

## História
Os waka Māori parecem ter usado o local de Timaru como um lugar de descanso em viagens pela costa leste por muitos anos antes da chegada dos primeiros europeus no século XIX. A área inclui mais de 500 sítios com vestígios de arte rupestre maori, particularmente nas saliências rochosas e cavernas dos vales dos rios Opuha e Ōpihi. Arqueólogos sugeriram que as tribos iwi se estabeleceram permanentemente no distrito antes de 1400 d.C. Durante o século XVII ou XVIII, os residentes Kāti Māmoe foram levados para o sul, para Fiordland, por uma invasão dos Ngāi Tahu, que vieram da Ilha Norte.

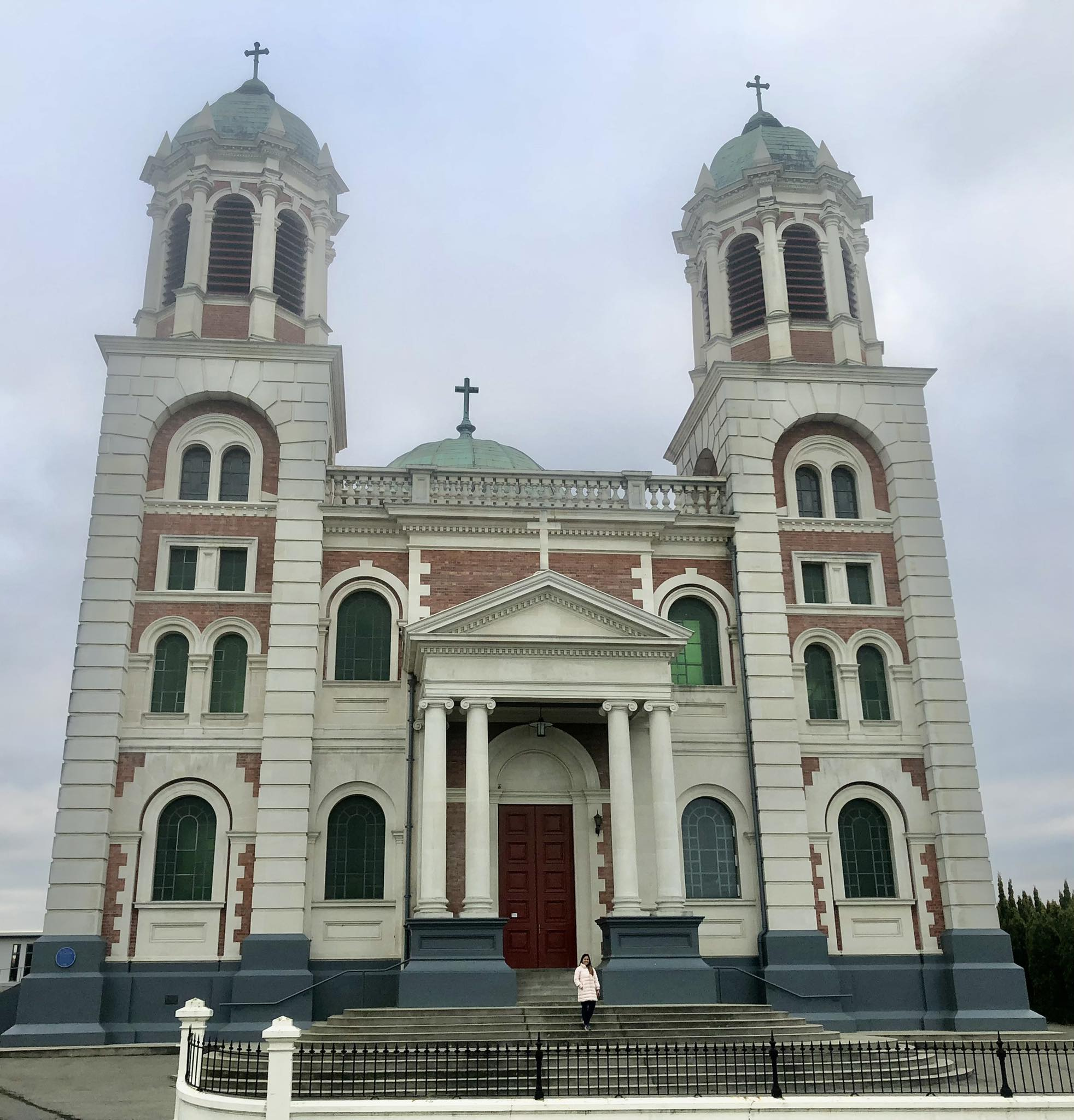
Basílica do Sagrado Coração, construída em 1911

A colonização europeia começou com a construção de uma estação baleeira em 1839 pelos irmãos Weller de Otago em Patiti Point, perto do atual centro da cidade. Um navio de suprimentos, o Caroline, deu nome a uma baía local. Mais tarde, uma estação de ovelhas, conhecida como The Levels, foi instalada em terras obtidas pelos irmãos Rhodes e administrada por George Rhodes. Um dos primeiros colonos foi o capitão Henry Cain, que abriu uma loja em 1857 em nome de Henry Le Cren de Lyttelton, e o próprio Le Cren mudou-se para Timaru no ano seguinte.
Poucos viveram em Timaru até 1859, quando o navio SS Strathallan chegou da Inglaterra, transportando um grupo de 120 imigrantes. Disputas de terras persistentes surgiram entre os irmãos Rhodes e autoridades do governo local, resultando na criação de dois municípios na área portuária, Government Town e Rhodestown. Elas acabaram se fundindo em uma única comunidade em 1868. Dada essa divisão, até recentemente nenhuma das principais ruas norte-sul se alinhava. A Stafford Street, que se tornou a via principal, foi formada ao longo da antiga trilha de carroças de bois.
Timaru continuou a se expandir durante o século XX, com grande parte do desenvolvimento tomando a forma de bangalôs de madeira em estilo colonial, situados em seções individuais de terra. A Basílica do Sagrado Coração foi inaugurada em 1911.

## Geografia
Timaru está situada ao longo da costa do Oceano Pacífico. Grande parte do interior é composta por terras agrícolas. Ao norte e nordeste estão as Planícies de Canterbury .

### Clima
Timaru tem um clima temperado relativamente seco, semelhante ao das vizinhas Ashburton e Christchurch, classificado como clima oceânico (Cfb) de acordo com o sistema de classificação climática de Köppen-Geiger. As temperaturas são quentes no verão e amenas no inverno, com a temperatura máxima extrema de Timaru sendo 41,3 °C em 6 de fevereiro de 2011  e temperatura mínima extrema de -9,1 °C em 3 de agosto de 1998. A chuva é distribuída uniformemente ao longo do ano, com uma proporção muito pequena dela caindo como neve.
| Dados climáticos para Timaru (1991–2020 normals, extremes 1885–present) | Dados climáticos para Timaru (1991–2020 normals, extremes 1885–present) | Dados climáticos para Timaru (1991–2020 normals, extremes 1885–present) | Dados climáticos para Timaru (1991–2020 normals, extremes 1885–present) | Dados climáticos para Timaru (1991–2020 normals, extremes 1885–present) | Dados climáticos para Timaru (1991–2020 normals, extremes 1885–present) | Dados climáticos para Timaru (1991–2020 normals, extremes 1885–present) | Dados climáticos para Timaru (1991–2020 normals, extremes 1885–present) | Dados climáticos para Timaru (1991–2020 normals, extremes 1885–present) | Dados climáticos para Timaru (1991–2020 normals, extremes 1885–present) | Dados climáticos para Timaru (1991–2020 normals, extremes 1885–present) | Dados climáticos para Timaru (1991–2020 normals, extremes 1885–present) | Dados climáticos para Timaru (1991–2020 normals, extremes 1885–present) | Dados climáticos para Timaru (1991–2020 normals, extremes 1885–present) |
| Mês                                                                     | Jan                                                                     | Fev                                                                     | Mar                                                                     | Abr                                                                     | Mai                                                                     | Jun                                                                     | Jul                                                                     | Ago                                                                     | Set                                                                     | Out                                                                     | Nov                                                                     | Dez                                                                     | Ano                                                                     |
| ----------------------------------------------------------------------- | ----------------------------------------------------------------------- | ----------------------------------------------------------------------- | ----------------------------------------------------------------------- | ----------------------------------------------------------------------- | ----------------------------------------------------------------------- | ----------------------------------------------------------------------- | ----------------------------------------------------------------------- | ----------------------------------------------------------------------- | ----------------------------------------------------------------------- | ----------------------------------------------------------------------- | ----------------------------------------------------------------------- | ----------------------------------------------------------------------- | ----------------------------------------------------------------------- |
| Recorde alta °C (°F)                                                    | 40.0 (104)                                                              | 41.3 (106.3)                                                            | 33.6 (92.5)                                                             | 30.8 (87.4)                                                             | 27.3 (81.1)                                                             | 23.0 (73.4)                                                             | 22.7 (72.9)                                                             | 25.1 (77.2)                                                             | 28.2 (82.8)                                                             | 32.8 (91)                                                               | 32.8 (91)                                                               | 34.3 (93.7)                                                             | 41.3 (106.3)                                                            |
| Média alta °C (°F)                                                      | 20.1 (68.2)                                                             | 19.6 (67.3)                                                             | 18.2 (64.8)                                                             | 15.6 (60.1)                                                             | 13.2 (55.8)                                                             | 10.6 (51.1)                                                             | 10.1 (50.2)                                                             | 11.1 (52)                                                               | 13.6 (56.5)                                                             | 15.4 (59.7)                                                             | 16.8 (62.2)                                                             | 18.5 (65.3)                                                             | 15.2 (59.4)                                                             |
| Média diária °C (°F)                                                    | 15.8 (60.4)                                                             | 15.5 (59.9)                                                             | 13.8 (56.8)                                                             | 11.1 (52)                                                               | 8.7 (47.7)                                                              | 5.9 (42.6)                                                              | 5.4 (41.7)                                                              | 6.7 (44.1)                                                              | 9.1 (48.4)                                                              | 10.8 (51.4)                                                             | 12.4 (54.3)                                                             | 14.3 (57.7)                                                             | 10.8 (51.4)                                                             |
| Média baixa °C (°F)                                                     | 11.4 (52.5)                                                             | 11.3 (52.3)                                                             | 9.3 (48.7)                                                              | 6.7 (44.1)                                                              | 4.2 (39.6)                                                              | 1.3 (34.3)                                                              | 0.6 (33.1)                                                              | 2.2 (36)                                                                | 4.5 (40.1)                                                              | 6.2 (43.2)                                                              | 8.0 (46.4)                                                              | 10.1 (50.2)                                                             | 6.3 (43.3)                                                              |
| Recorde baixa °C (°F)                                                   | 1.4 (34.5)                                                              | 1.2 (34.2)                                                              | −0.9 (30.4)                                                             | −1.6 (29.1)                                                             | −5.6 (21.9)                                                             | −6.8 (19.8)                                                             | −6.7 (19.9)                                                             | −5.9 (21.4)                                                             | −4.6 (23.7)                                                             | −2.2 (28)                                                               | −1.1 (30)                                                               | −0.6 (30.9)                                                             | −6.8 (19.8)                                                             |
| Precipitação média mm (pol.)                                            | 50.3 (1.98)                                                             | 52.3 (2.059)                                                            | 38.6 (1.52)                                                             | 49.3 (1.941)                                                            | 39.7 (1.563)                                                            | 39.4 (1.551)                                                            | 42.0 (1.654)                                                            | 44.6 (1.756)                                                            | 33.5 (1.319)                                                            | 47.8 (1.882)                                                            | 51.5 (2.028)                                                            | 54.0 (2.126)                                                            | 543 (21.379)                                                            |
| Média de dias chuvosos (≥ 1.0 mm)                                       | 7.6                                                                     | 6.0                                                                     | 5.8                                                                     | 7.3                                                                     | 6.4                                                                     | 5.3                                                                     | 5.0                                                                     | 5.6                                                                     | 5.4                                                                     | 8.1                                                                     | 7.2                                                                     | 7.0                                                                     | 76.7                                                                    |
| Média umidade relativa (%)                                              | 76.3                                                                    | 82.5                                                                    | 87.2                                                                    | 86.4                                                                    | 85.3                                                                    | 86.6                                                                    | 84.9                                                                    | 85.4                                                                    | 75.4                                                                    | 77.1                                                                    | 73.5                                                                    | 75.9                                                                    | 81.37                                                                   |
| Média mensal horas de sol                                               | 183.5                                                                   | 167.0                                                                   | 170.2                                                                   | 154.9                                                                   | 127.9                                                                   | 120.0                                                                   | 131.9                                                                   | 157.4                                                                   | 153.0                                                                   | 183.3                                                                   | 191.8                                                                   | 176.6                                                                   | 1 917,5                                                                 |
| Fonte: NIWA Climate Data                                                |                                                                         |                                                                         |                                                                         |                                                                         |                                                                         |                                                                         |                                                                         |                                                                         |                                                                         |                                                                         |                                                                         |                                                                         |                                                                         |

## Demografia
A área urbana da cidade é definida pela Statistics New Zealand como uma área urbana média. Abrange 34 km2 e incorpora dezesseis áreas estatísticas. Tinha uma população estimada de 29,600 em junho de 2024, com uma densidade populacional de 871 pessoas por km2 .

### Cidades irmãs
- Orange, Nova Gales do Sul, Austrália
- Weihai, Shandong, China
- Eniwa, Hokkaido, Japão
- Orange, Califórnia, Estados Unidos

## Economia
Timaru é uma cidade de serviços agrícolas e um porto para a economia regional de South Canterbury. Timaru é um dos principais portos de carga da Ilha Sul, com diversas fábricas leves associadas ao comércio de exportação e importação. Muitos desses produtores estão envolvidos no processamento, embalagem e distribuição de carne, laticínios e outros produtos agrícolas.
No final de setembro de 2024, o Grupo Alliance propôs encerrar sua fábrica de carnes Smithfield, o que afetaria cerca de 600 empregos. Após uma consulta, o Alliance Group confirmou em meados de outubro de 2024 que encerraria sua unidade de processamento de carne Smithfield em dezembro de 2024, citando o declínio no número de processamento de ovinos causado por mudanças no uso da terra.

## Turismo

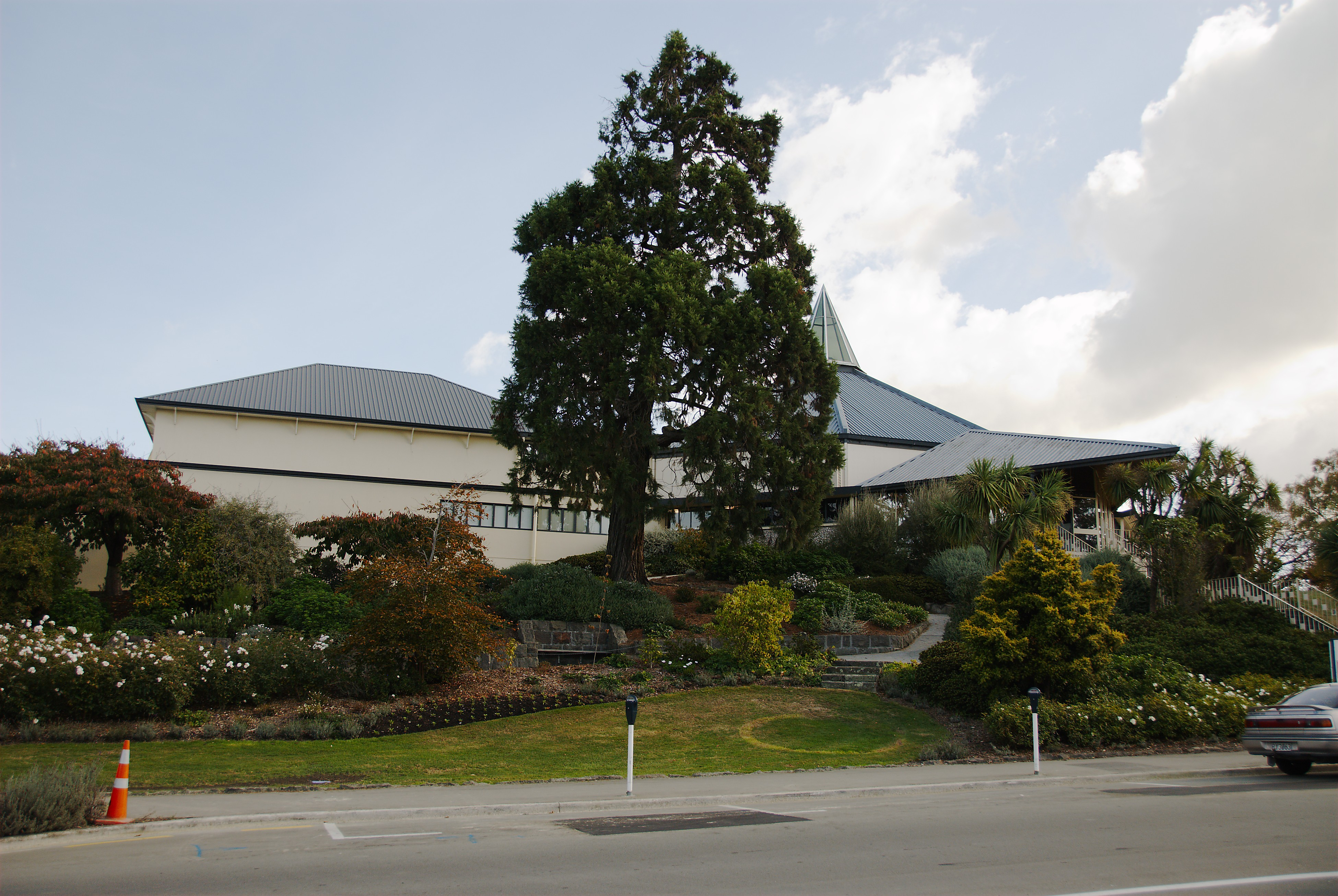
Museu de South Canterbury

O Museu de South Canterbury é o principal museu da região, contendo exposições relacionadas à geografia física e ao meio ambiente, restos fósseis, arte rupestre maori, os primeiros assentamentos do distrito, história marítima local, scrimshaw, a coleção de história natural EP Seally e informações sobre Richard Pearse, um inventor local e suas tentativas de voo tripulado nos primeiros anos do século XX.
A Galeria de Arte Aigantighe (palavra gaélica escocesa pronunciada "ovo e gravata") na Wai-iti Road é o terceiro maior museu de arte da Ilha Sul. Ele abriga uma coleção de obras de arte da Nova Zelândia, do Pacífico, da Ásia e da Europa, do século XVI até os dias atuais, e inclui um jardim de esculturas.
Timaru conta com diversos espaços abertos, jardins públicos e parques. O Trevor Griffiths Rose Garden no Caroline Bay Park é um dos principais locais de visitação. O parque da Bay Area contém um campo de minigolfe, uma pista de patinação, um labirinto e palco para eventos musicais. É a casa do Carnaval de Verão anual que acontece durante o período de férias de Natal e Ano Novo. Ao sul do centro da cidade fica o Jardim Botânico de Timaru, criado em 1864, com uma coleção notável de rosas e samambaias nativas. A oeste fica a Reserva do Parque Centenário, inaugurada em 1940, que inclui uma área tranquila de 3,5 km de caminhada seguindo o vale arborizado do Riacho Otipua.